# Aurensan (Hautes-Pyrénées)
Pour les articles homonymes, voir Aurensan.
Aurensan est une commune française située dans le nord du département des Hautes-Pyrénées, en région Occitanie. Sur le plan historique et culturel, la commune est de l’ancien comté de Bigorre, comté historique des Pyrénées françaises et de Gascogne.
Exposée à un climat océanique altéré, elle est drainée par l'Adour, l'Aule, Canal de l'Ailhet, le ruisseau de la Poutge et par deux autres cours d'eau. La commune possède un patrimoine naturel remarquable : un site Natura 2000 (la « vallée de l'Adour ») et trois zones naturelles d'intérêt écologique, faunistique et floristique.
Aurensan est une commune rurale qui compte 768 habitants en 2022, après avoir connu une forte hausse de la population depuis 1962. Elle fait partie de l'aire d'attraction de Tarbes. Ses habitants sont appelés les Aurensannais ou  Aurensannaises.

## Géographie

### Localisation
La commune d'Aurensan se trouve dans le département des Hautes-Pyrénées, en région Occitanie.
Elle se situe à 9 km à vol d'oiseau de Tarbes, préfecture du département, et à 9 km de Vic-en-Bigorre, bureau centralisateur du canton de Vic-en-Bigorre dont dépend la commune depuis 2015 pour les élections départementales.
La commune fait en outre partie du bassin de vie de Tarbes.
Les communes les plus proches sont : 
Sarniguet (1,4 km), Bazet (1,9 km), Andrest (2,5 km), Marsac (2,6 km), Chis (3,0 km), Tostat (3,0 km), Villenave-près-Marsac (3,1 km), Bours (3,3 km).
Sur le plan historique et culturel, Aurensan fait partie de l’ancien comté de Bigorre, comté historique des Pyrénées françaises et de Gascogne créé au IXe siècle puis rattaché au domaine royal en 1302, inclus ensuite au comté de Foix en 1425 puis une nouvelle fois rattaché au royaume de France en 1607. La commune est dans le pays de Tarbes et de la Haute Bigorre.
|         | Sarniguet | Tostat      |
| Andrest | Aurensan  | Dours, Chis |
| Bazet   | Bours     | Orleix      |

### Hydrographie

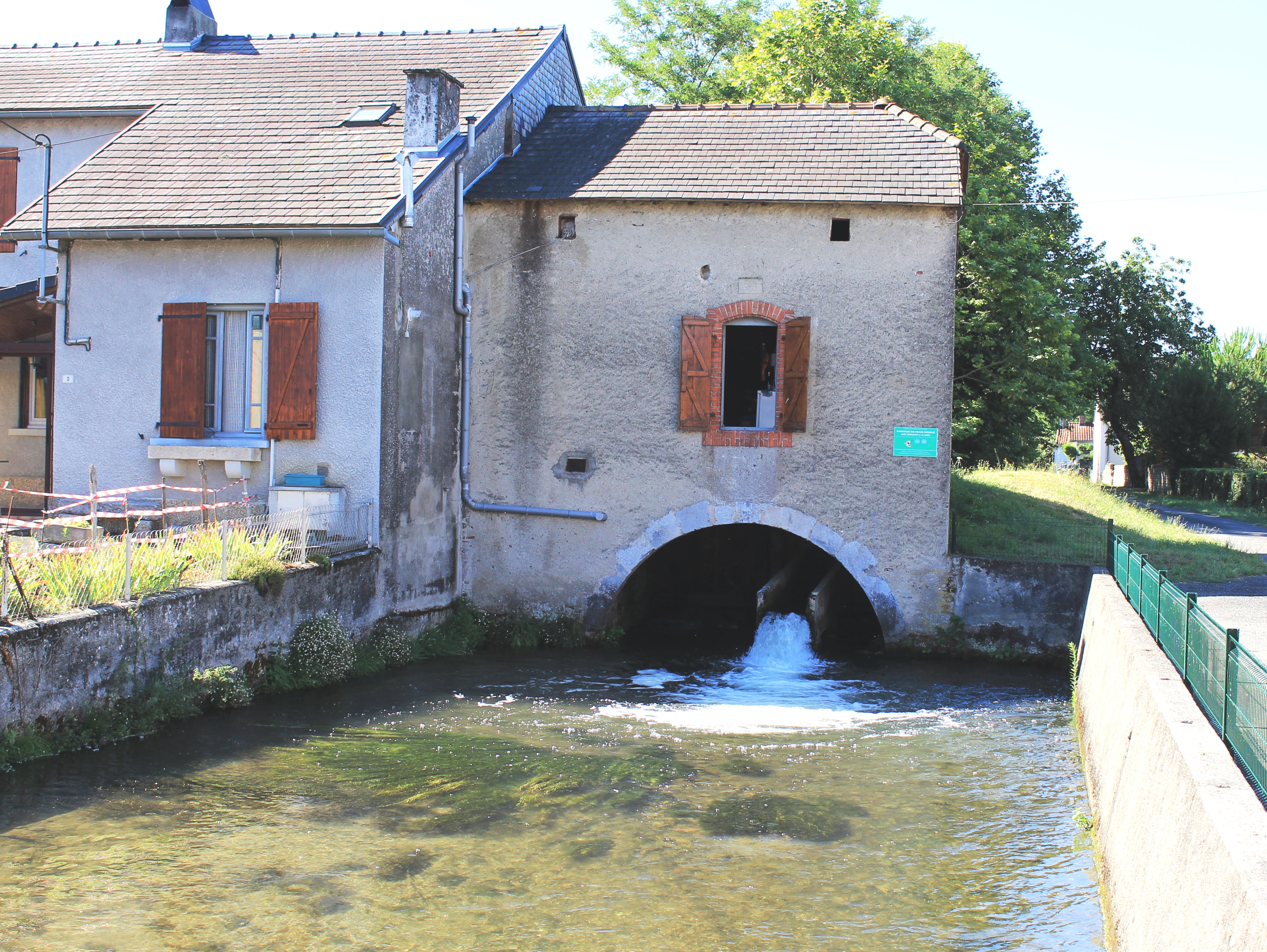
Le moulin.

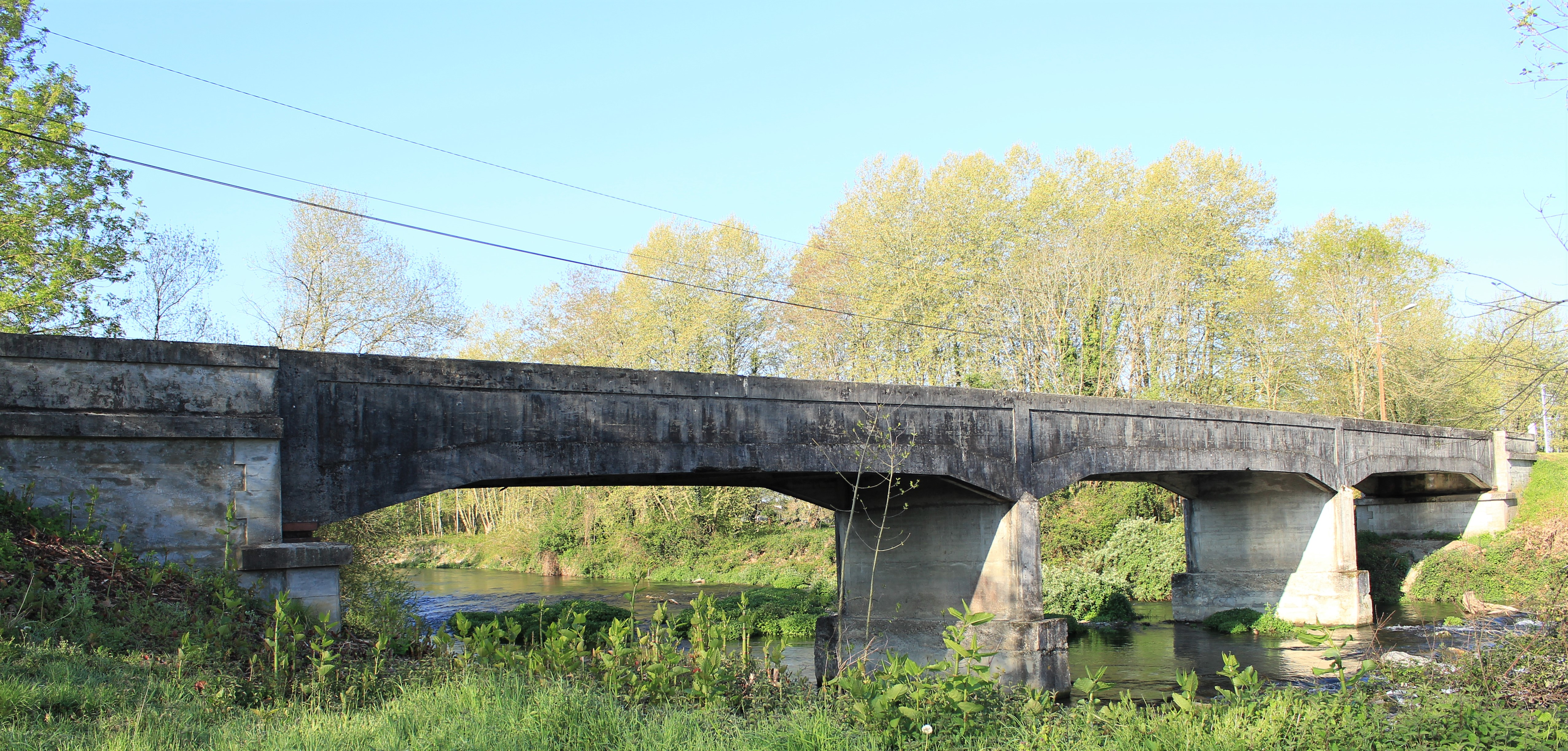
L’Adour traversant Aurensan.

Elle est drainée par l'Adour, l'Aule, Canal de l'Ailhet, le ruisseau de la Poutge, le ruisseau du Bois et par un petit cours d'eau, constituant un réseau hydrographique de 8 km de longueur totale,.
L'Adour, d'une longueur totale de 308,8 km, se forme dans la vallée de Campan en Haute-Bigorre de la réunion de trois torrents : l'Adour de Payolle, l'Adour de Gripp et l'Adour de Lesponne et s'écoule du sud vers le nord. Il traverse la commune et se jette dans le golfe de Gascogne à Anglet, après avoir traversé 118 communes.
L'Aule, d'une longueur totale de 16,1 km, prend sa source dans la commune de Chis et s'écoule du sud vers le nord. Il traverse la commune et se jette dans le canal d'Alaric à Barbachen, après avoir traversé 9 communes.

### Climat
Le climat est tempéré de type océanique en raison de l'influence proche de l'océan Atlantique situé à peu près 150 km plus à l'ouest. La proximité des Pyrénées fait que la commune profite d'un effet de foehn, il peut aussi y neiger en hiver, même si cela reste inhabituel.
| Mois                              | jan.  | fév.  | mars  | avril | mai   | juin  | jui.  | août  | sep.  | oct.  | nov.  | déc.  | année   |
| --------------------------------- | ----- | ----- | ----- | ----- | ----- | ----- | ----- | ----- | ----- | ----- | ----- | ----- | ------- |
| Température minimale moyenne (°C) | 0,6   | 1,3   | 2,7   | 5,2   | 8,3   | 11,6  | 14,1  | 13,9  | 11,7  | 8     | 3,6   | 1,3   | 6,9     |
| Température moyenne (°C)          | 5,3   | 6,1   | 7,8   | 10    | 13,3  | 16,7  | 19,3  | 19    | 17,2  | 13,3  | 8,5   | 5,8   | 11,9    |
| Température maximale moyenne (°C) | 9,9   | 11    | 12,9  | 14,8  | 18,3  | 21,7  | 24,5  | 24    | 22,6  | 18,6  | 13,4  | 10,4  | 16,8    |
| Ensoleillement (h)                | 108,8 | 118,8 | 155,6 | 157,2 | 181,3 | 191,5 | 215,5 | 196,4 | 194,5 | 164,4 | 124,4 | 104,4 | 1 912,8 |
| Précipitations (mm)               | 112,8 | 97,5  | 100,2 | 105,7 | 113,6 | 80,7  | 57,3  | 70,3  | 71    | 85,2  | 93    | 112,1 | 1 099,4 |

### Milieux naturels et biodiversité

#### Réseau Natura 2000

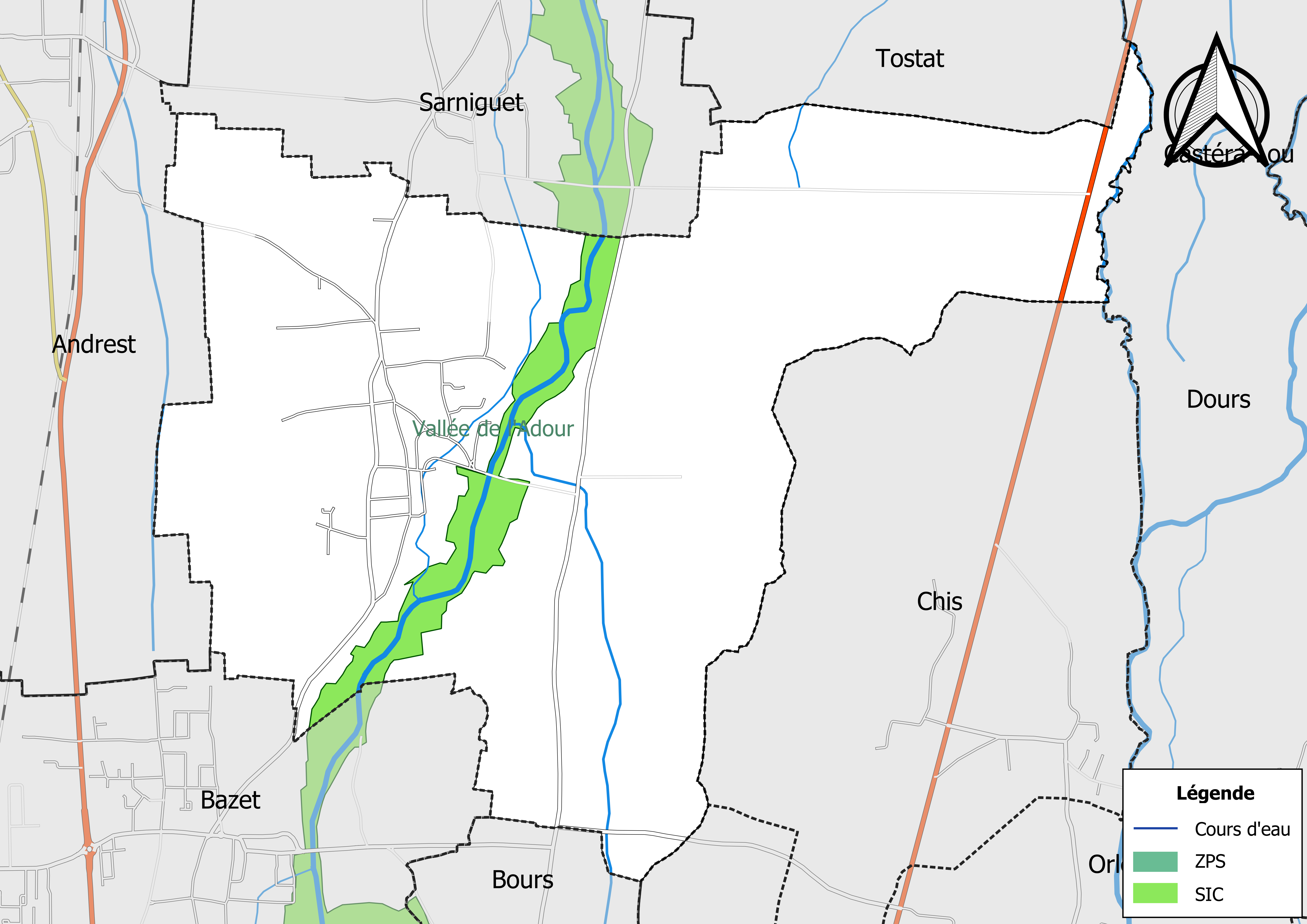
Site Natura 2000 sur le territoire communal.

Le réseau Natura 2000 est un réseau écologique européen de sites naturels d'intérêt écologique élaboré à partir des Directives « Habitats » et « Oiseaux », constitué de zones spéciales de conservation (ZSC) et de zones de protection spéciale (ZPS).
Un site Natura 2000 a été défini sur la commune au titre de la « directive Habitats » : la « vallée de l'Adour », d'une superficie de 2 694 ha, un espace où les habitats terrestres et aquatiques abritent une flore et une faune remarquable et diversifiée, avec la présence de la Loutre et de la Cistude d'Europe.

#### Zones naturelles d'intérêt écologique, faunistique et floristique
L’inventaire des zones naturelles d'intérêt écologique, faunistique et floristique (ZNIEFF) a pour objectif de réaliser une couverture des zones les plus intéressantes sur le plan écologique, essentiellement dans la perspective d’améliorer la connaissance du patrimoine naturel national et de fournir aux différents décideurs un outil d’aide à la prise en compte de l’environnement dans l’aménagement du territoire.
Une ZNIEFF de type 1 est recensée sur la commune :
« l'Adour, de Bagnères à Barcelonne-du-Gers » (2 786 ha), couvrant 59 communes dont 18 dans le Gers, une dans les Landes et 40 dans les Hautes-Pyrénées et deux ZNIEFF de type 2, : 
- l'« Adour et milieux annexes » (3 634 ha), couvrant 60 communes dont 18 dans le Gers, une dans les Landes et 41 dans les Hautes-Pyrénées[15] ;
- les « boisements de la plaine de l'Adour de Chis à Bazillac » (333 ha), couvrant 8 communes du département[16].

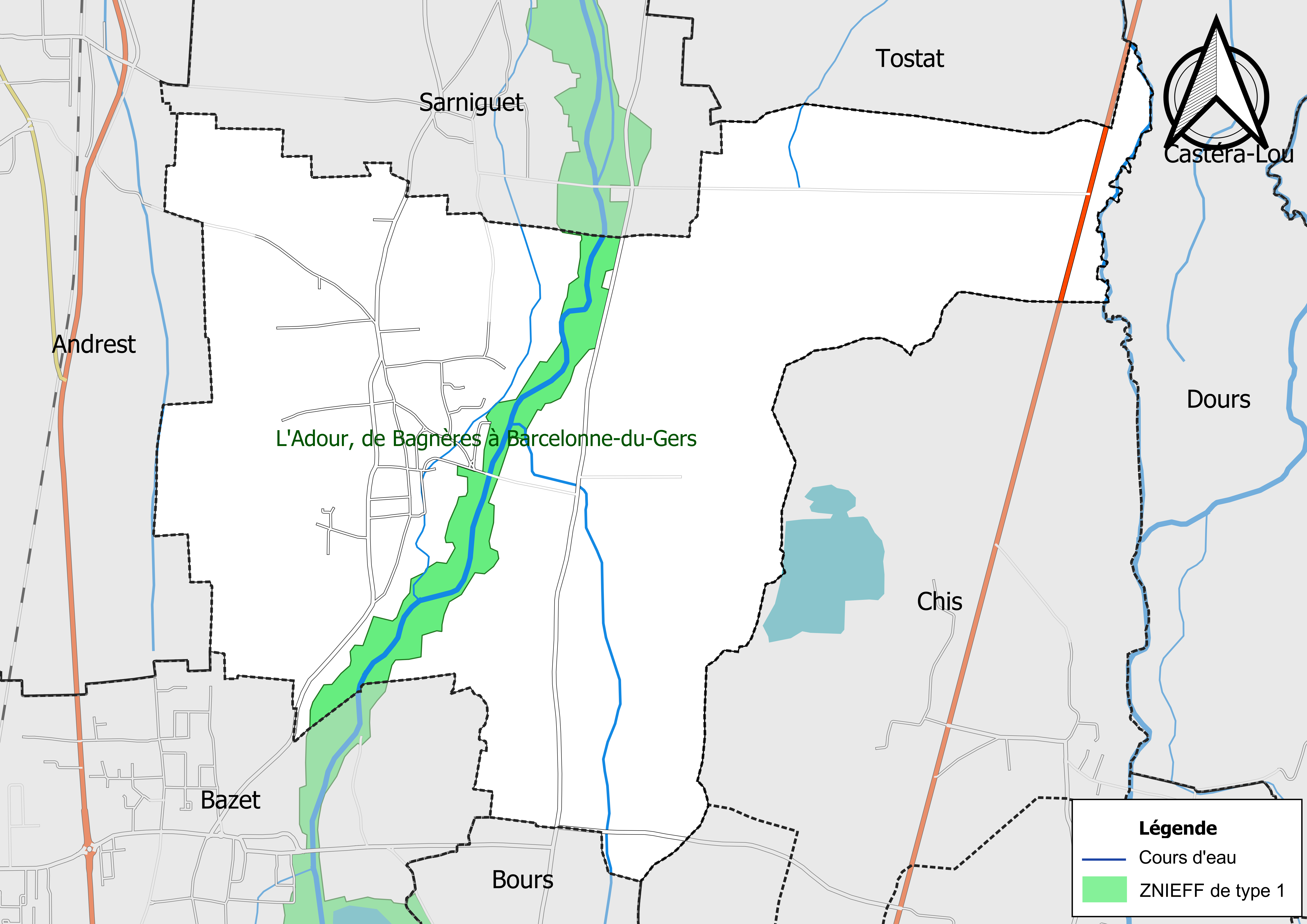
Carte de la ZNIEFF de type 1 sur la commune.
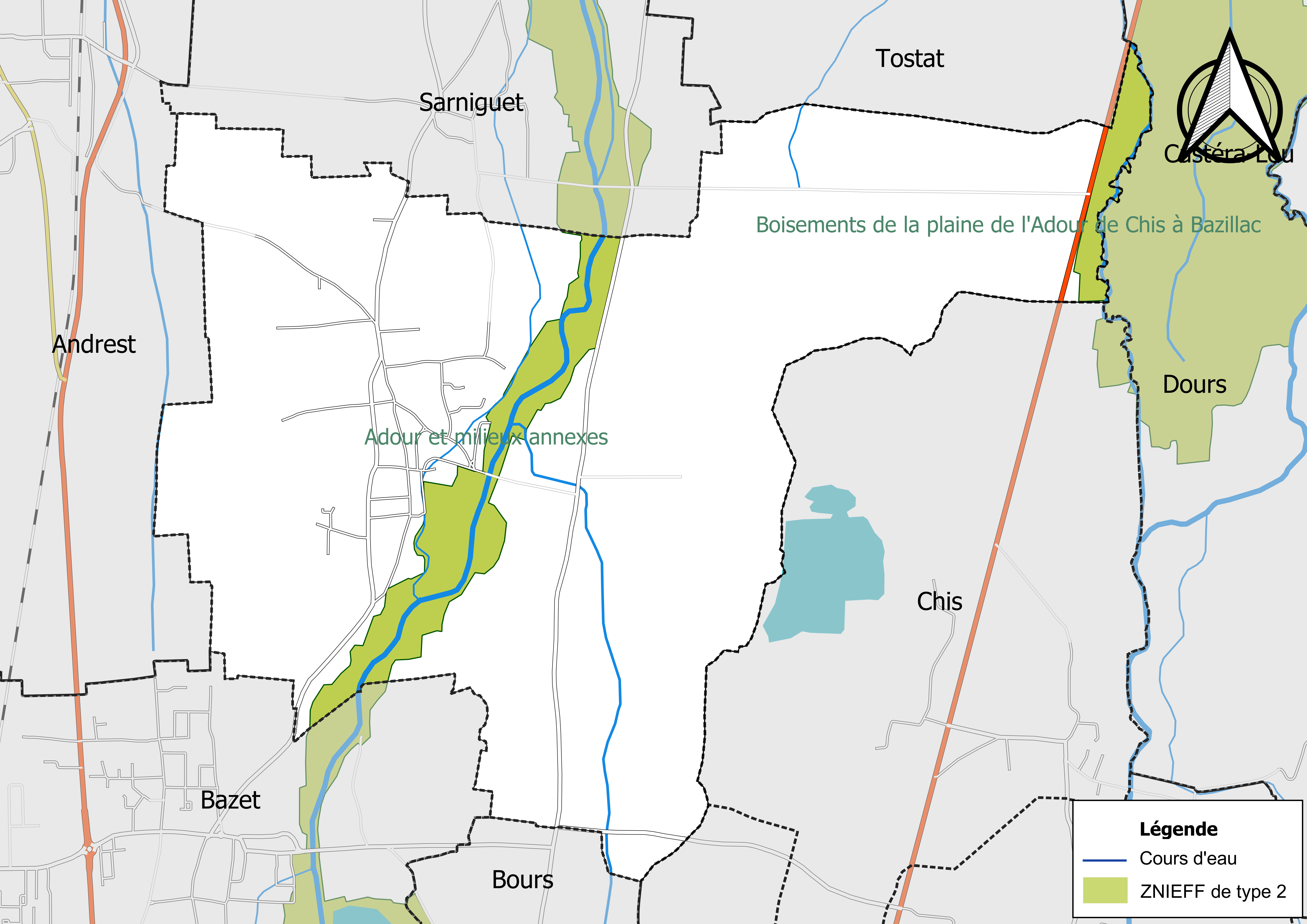
Carte des ZNIEFF de type 2 sur la commune.

## Urbanisme

### Typologie
Au 1er janvier 2024, Aurensan est catégorisée commune rurale à habitat dispersé, selon la nouvelle grille communale de densité à sept niveaux définie par l'Insee en 2022.
Elle est située hors unité urbaine. Par ailleurs la commune fait partie de l'aire d'attraction de Tarbes, dont elle est une commune de la couronne,. Cette aire, qui regroupe 153 communes, est catégorisée dans les aires de 50 000 à moins de 200 000 habitants,.

### Occupation des sols
L'occupation des sols de la commune, telle qu'elle ressort de la base de données européenne d’occupation biophysique des sols Corine Land Cover (CLC), est marquée par l'importance des territoires agricoles (71,5 % en 2018), en diminution par rapport à 1990 (73,8 %). La répartition détaillée en 2018 est la suivante : 
terres arables (47,2 %), prairies (24,3 %), forêts (19,5 %), zones urbanisées (8,4 %), mines, décharges et chantiers (0,4 %), eaux continentales (0,1 %).
L'IGN met par ailleurs à disposition un outil en ligne permettant de comparer l’évolution dans le temps de l’occupation des sols de la commune (ou de territoires à des échelles différentes). Plusieurs époques sont accessibles sous forme de cartes ou photos aériennes : la carte de Cassini (XVIIIe siècle), la carte d'état-major (1820-1866) et la période actuelle (1950 à aujourd'hui).

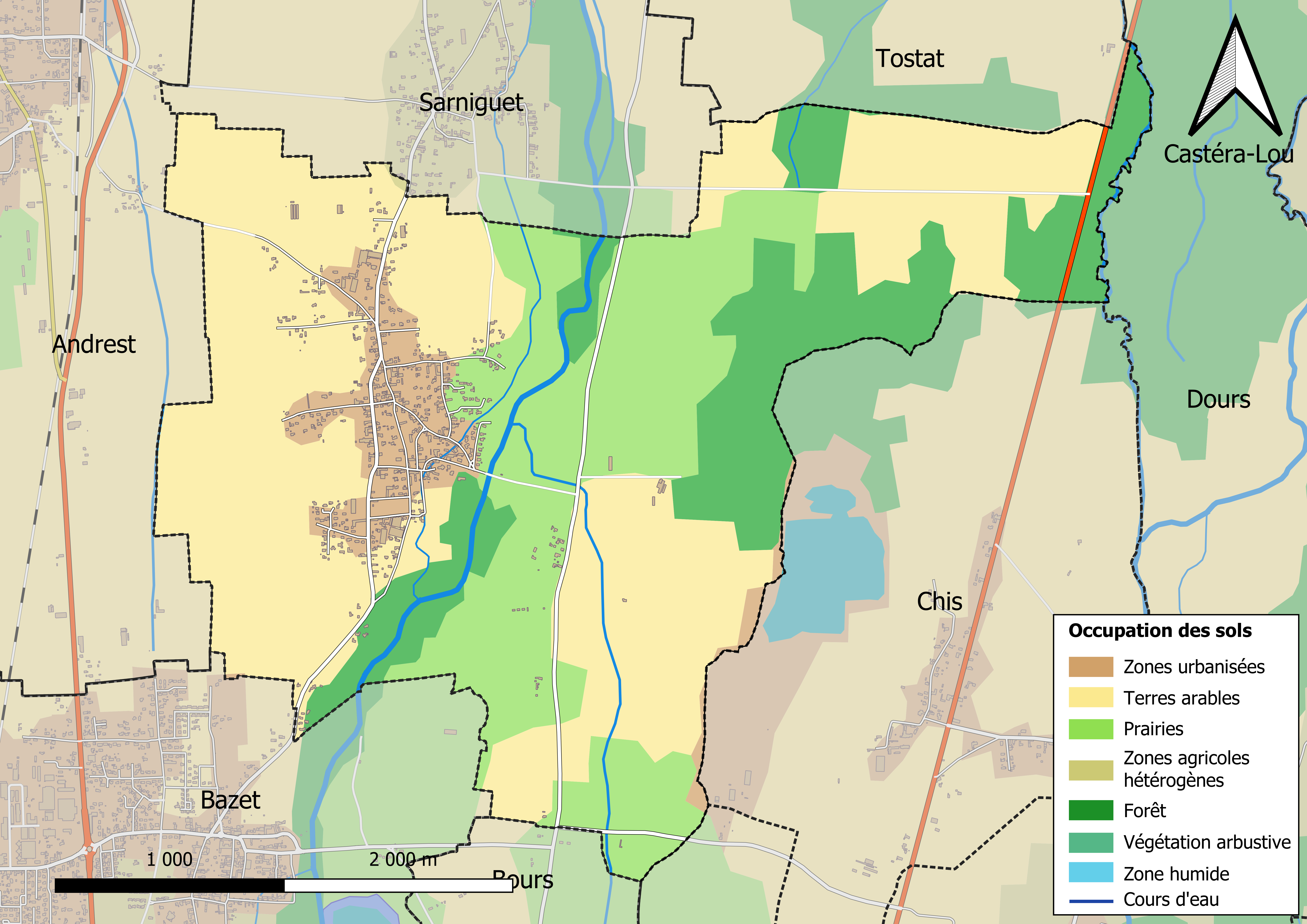
Carte des infrastructures et de l'occupation des sols en 2018 (CLC) de la commune.
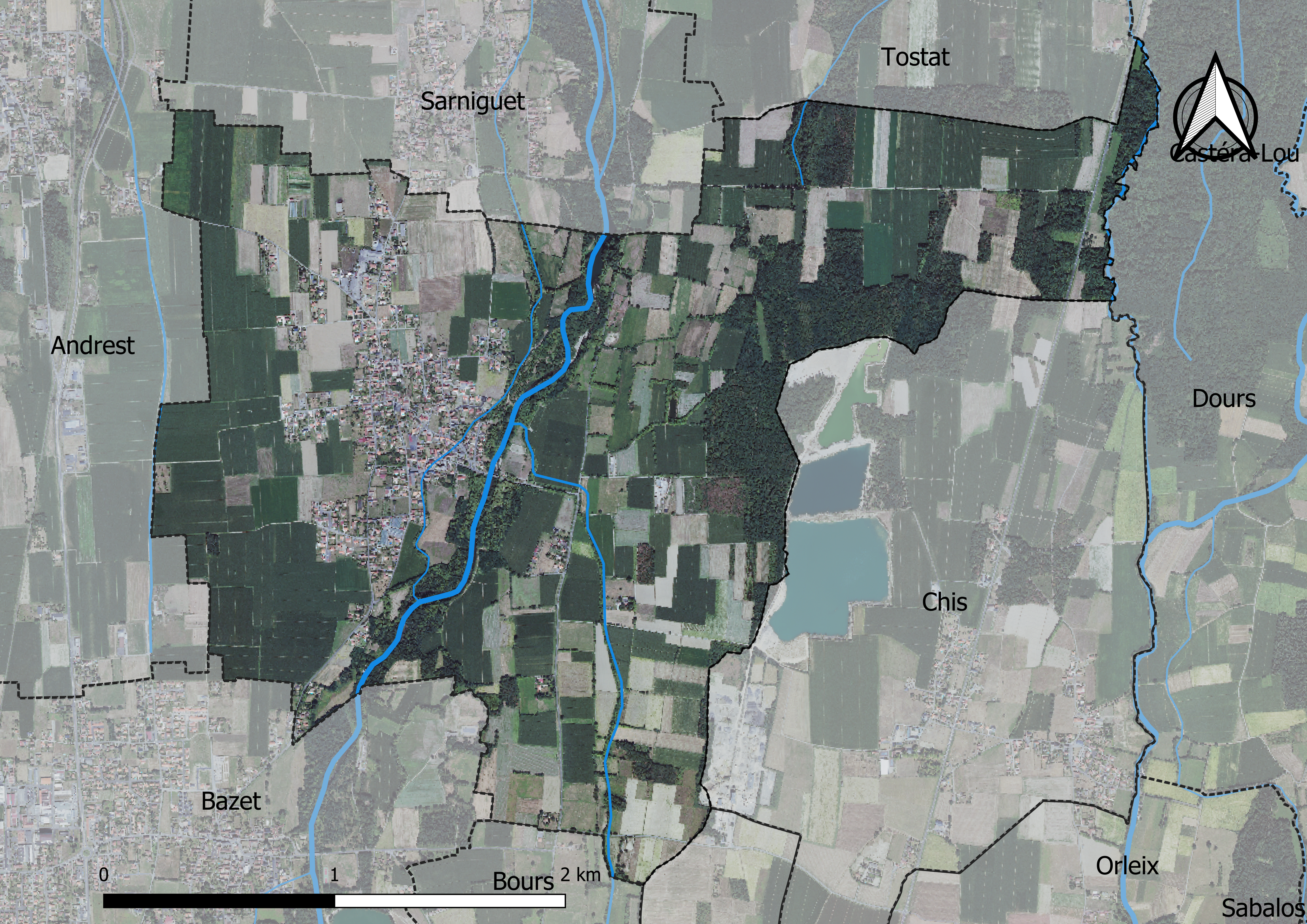
Carte orthophotogrammétrique de la commune.

### Logement
En 2012, le nombre total de logements dans la commune est de 316.

Parmi ces logements, 93,9 % sont des résidences principales, 1,3 % des résidences secondaires et 4,8 % des logements vacants.

### Voies de communication et transports
Cette commune est desservie par la route nationale N 21 et les routes départementales D 8 et D 53.

## Toponymie

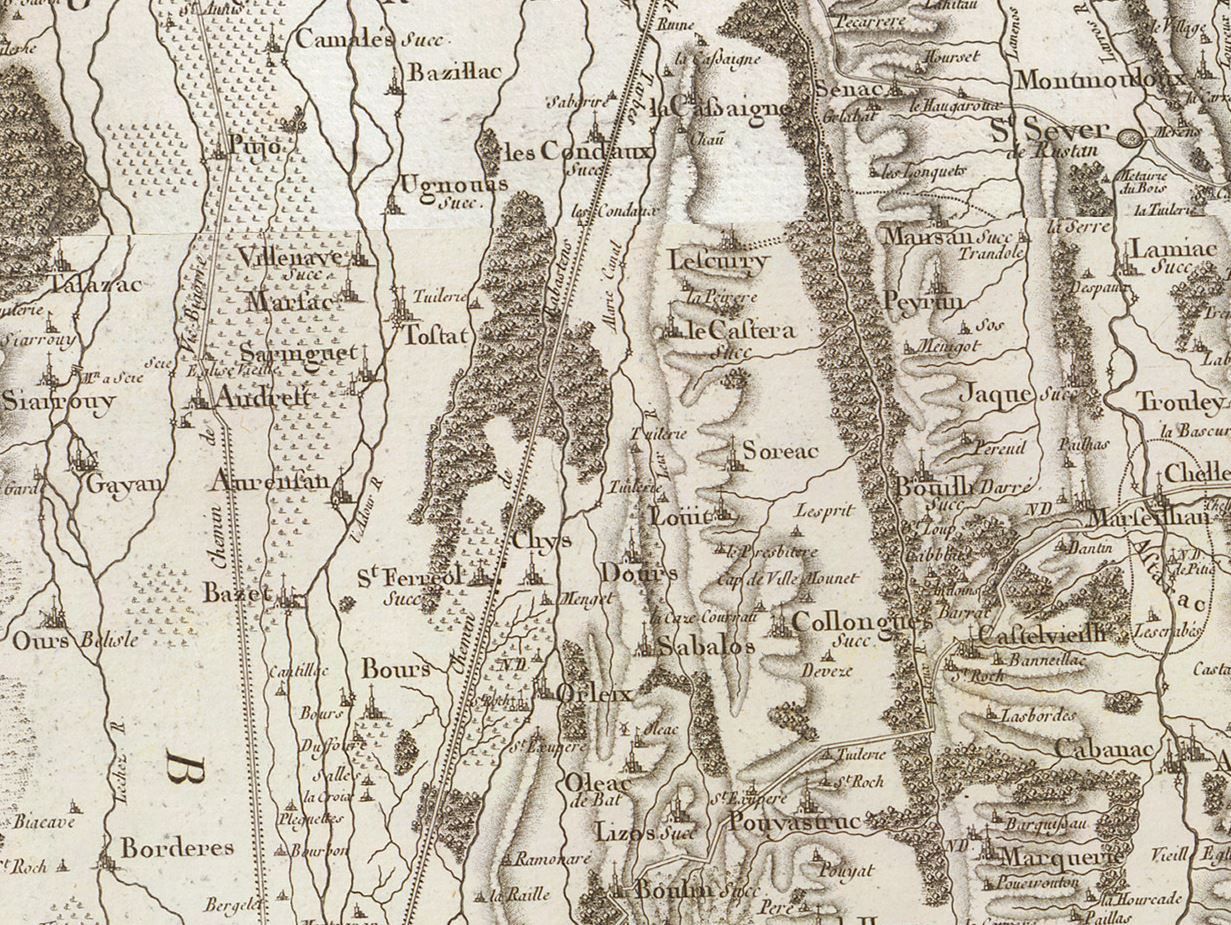
Extrait de la carte de Cassini (entre 1756 et 1789) situant Aurensan au nord de Tarbes

On trouvera les principales informations dans le Dictionnaire toponymique des communes des Hautes-Pyrénées de Michel Grosclaude et Jean-François Le Nail qui rapporte les dénominations historiques du village :
Dénominations historiques :
- Aurensaa, (1285, montre Bigorre) ;
- De Aurensano, latin (1313, Debita regi Navarre ; 1342, pouillé de Tarbes ; 1379, procuration Tarbes) ;
- Aurensan, (1429, censier de Bigorre) ;
- Aurensan, (fin XVIIIe siècle, carte de Cassini).

Étymologie : nom de domaine antique, du nom de personnage latin Aurentius/Aurensius et suffixe -anum (= domaine d’Aurentius).
Nom occitan : Aurensan.

## Histoire

### Cadastre napoléonien d'Aurensan
Le plan cadastral napoléonien d'Aurensan est consultable sur le site des Archives départementales des Hautes-Pyrénées.

## Politique et administration

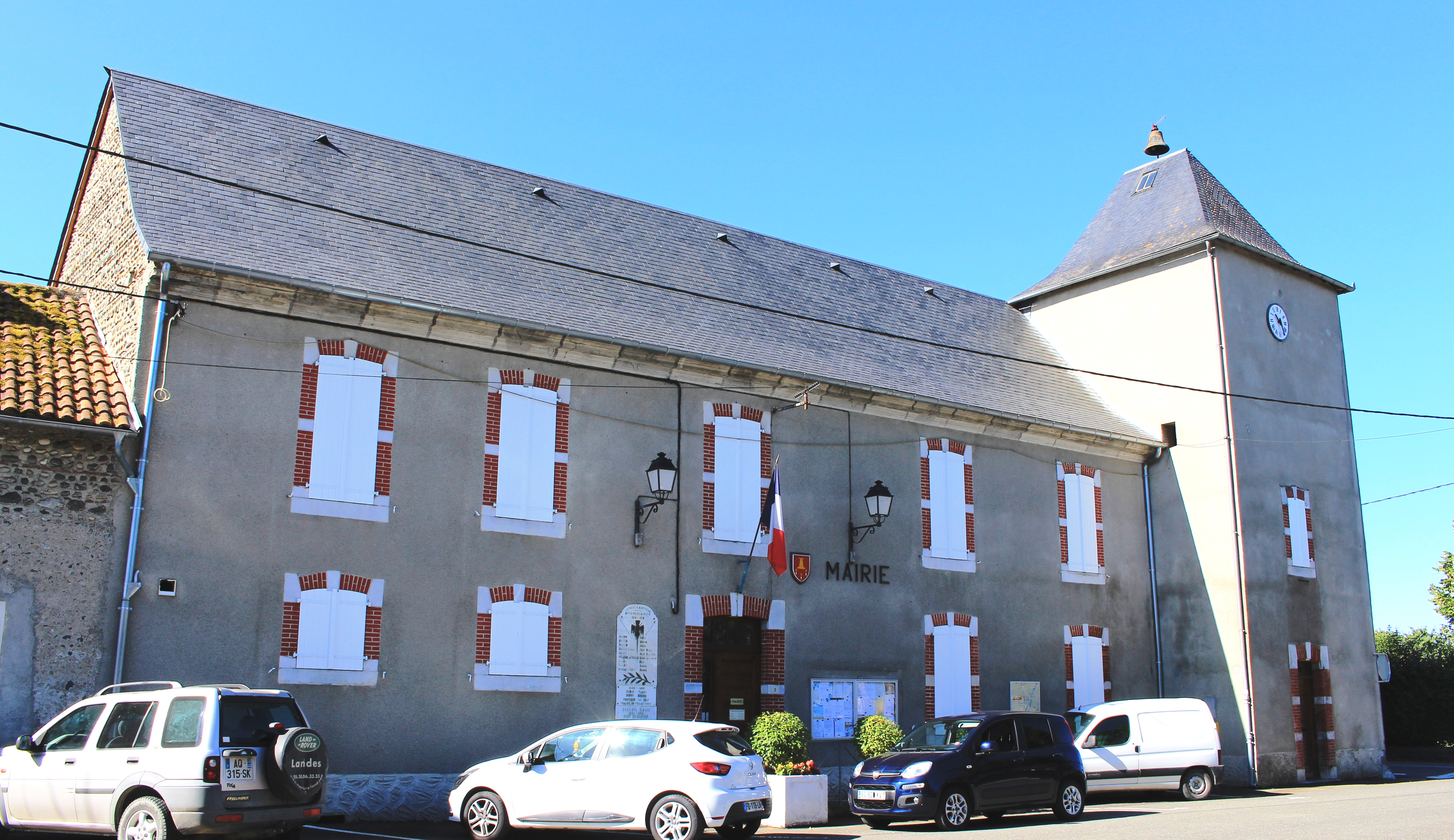
La mairie en 2019.

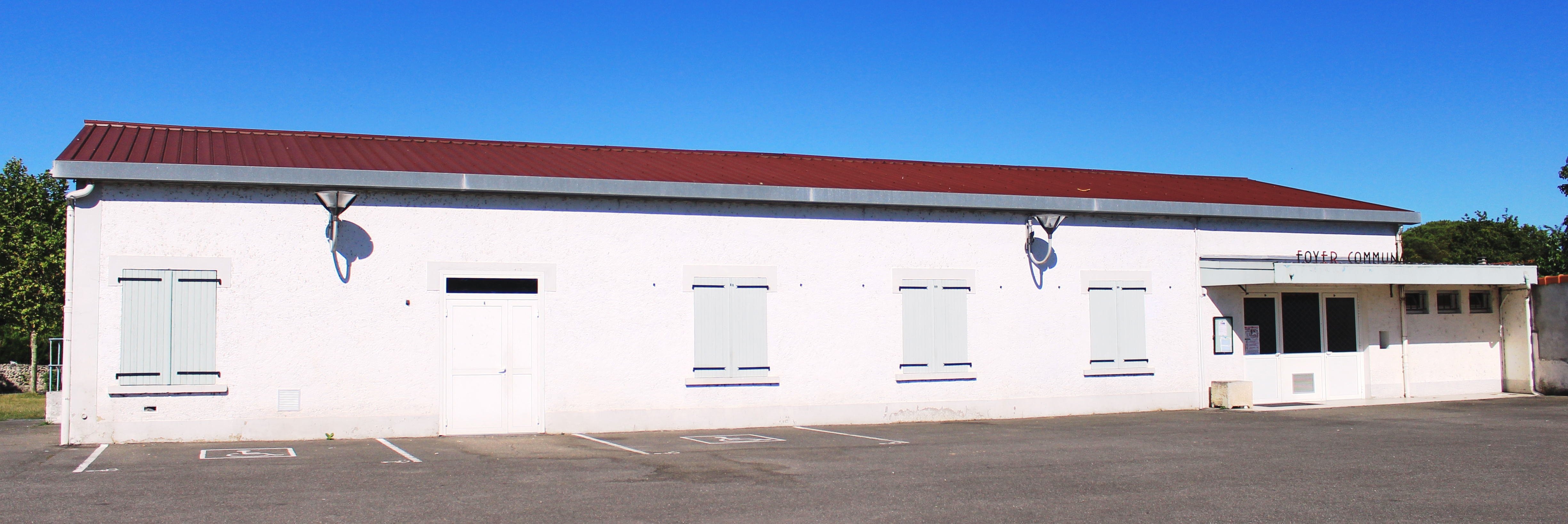
Le foyer rural en 2019

### Liste des maires
| Période                                  | Période   | Identité              | Étiquette | Qualité                                                                 |
| ---------------------------------------- | --------- | --------------------- | --------- | ----------------------------------------------------------------------- |
| Les données manquantes sont à compléter. |           |                       |           |                                                                         |
|                                          |           |                       |           |                                                                         |
| mars 1989                                | mars 2008 | Pierre Ramonjean      | PCF       |                                                                         |
| mars 2008                                | mars 2020 | Évelyne Ricart        | PCF       | Présidente de la communauté de communes Bigorre-Adour-Échez (2013-2014) |
| mars 2020                                | en cours  | Jean-François Lapeyre | PCF       |                                                                         |

### Rattachements administratifs et électoraux

#### Historique administratif
Pays et sénéchaussée de Bigorre, quarteron de Tarbes, canton de Tarbes (1790), Tarbes-Nord (1801), d'Aureilhan (1973), de Bordères-sur-l'Échez (1982).

#### Intercommunalité
Aurensan appartient à la Communauté d'agglomération Tarbes-Lourdes-Pyrénées créée en janvier 2017 et qui réunit 86 communes.

## Population et société

### Démographie

#### Évolution démographique
L'évolution du nombre d'habitants est connue à travers les recensements de la population effectués dans la commune depuis 1793. Pour les communes de moins de 10 000 habitants, une enquête de recensement portant sur toute la population est réalisée tous les cinq ans, les populations de référence des années intermédiaires étant quant à elles estimées par interpolation ou extrapolation. Pour la commune, le premier recensement exhaustif entrant dans le cadre du nouveau dispositif a été réalisé en 2006.

En 2022, la commune comptait 768 habitants, en évolution de −0,9 % par rapport à 2016 (Hautes-Pyrénées : +1,59 %, France hors Mayotte : +2,11 %).
| 1793 | 1800 | 1806 | 1821 | 1831 | 1836 | 1841 | 1846 | 1851 |
| ---- | ---- | ---- | ---- | ---- | ---- | ---- | ---- | ---- |
| 450  | 470  | 473  | 484  | 533  | 590  | 576  | 609  | 611  |

| 1856 | 1861 | 1866 | 1876 | 1881 | 1886 | 1891 | 1896 | 1901 |
| ---- | ---- | ---- | ---- | ---- | ---- | ---- | ---- | ---- |
| 545  | 508  | 508  | 453  | 414  | 416  | 370  | 384  | 334  |

| 1906 | 1911 | 1921 | 1926 | 1931 | 1936 | 1946 | 1954 | 1962 |
| ---- | ---- | ---- | ---- | ---- | ---- | ---- | ---- | ---- |
| 352  | 354  | 359  | 356  | 328  | 340  | 334  | 376  | 392  |

| 1968 | 1975 | 1982 | 1990 | 1999 | 2006 | 2011 | 2016 | 2021 |
| ---- | ---- | ---- | ---- | ---- | ---- | ---- | ---- | ---- |
| 415  | 502  | 567  | 592  | 660  | 721  | 760  | 775  | 776  |

| 2022 | - | - | - | - | - | - | - | - |
| ---- | - | - | - | - | - | - | - | - |
| 768  | - | - | - | - | - | - | - | - |

### Enseignement

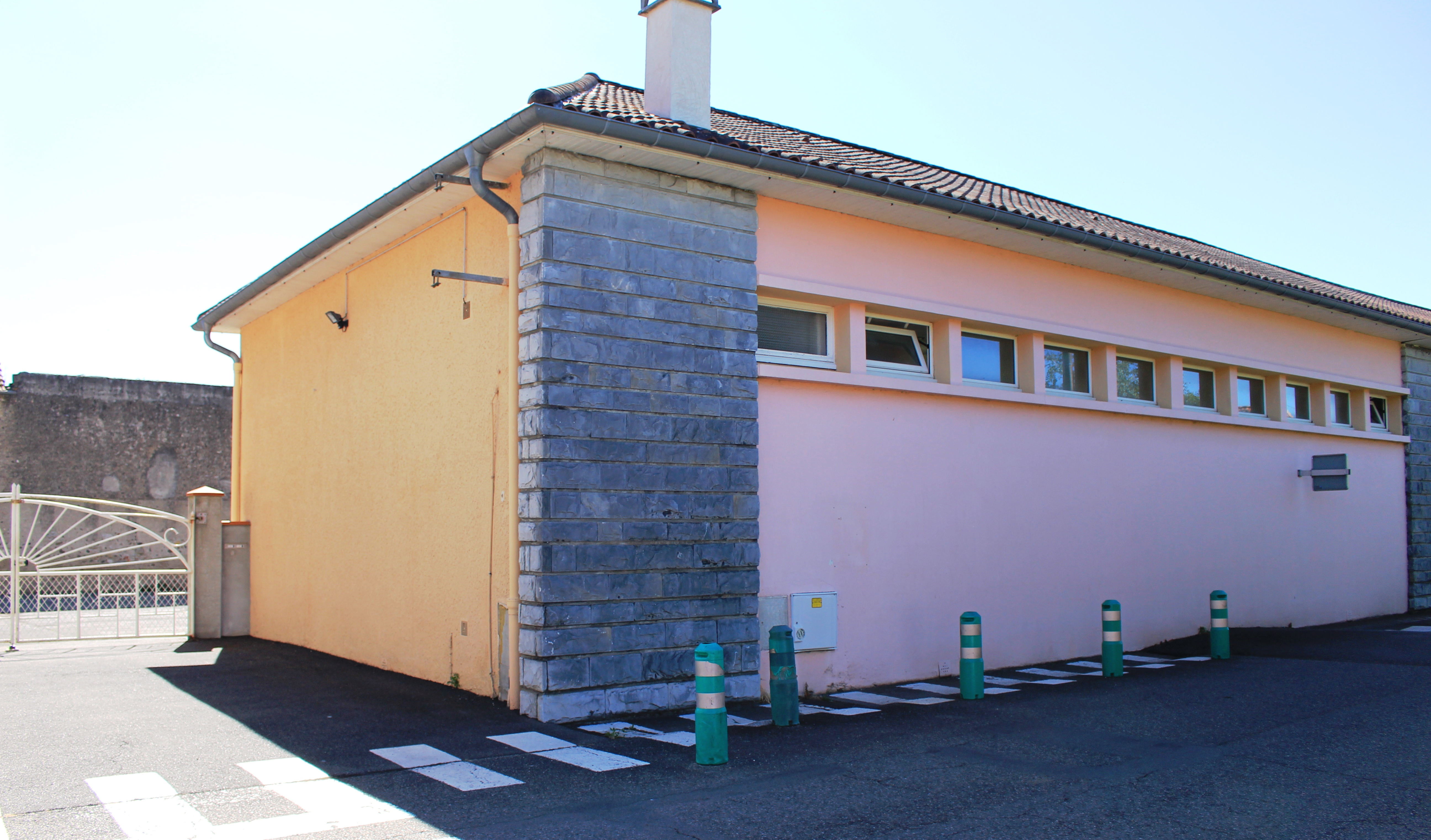
L'école primaire en 2019.

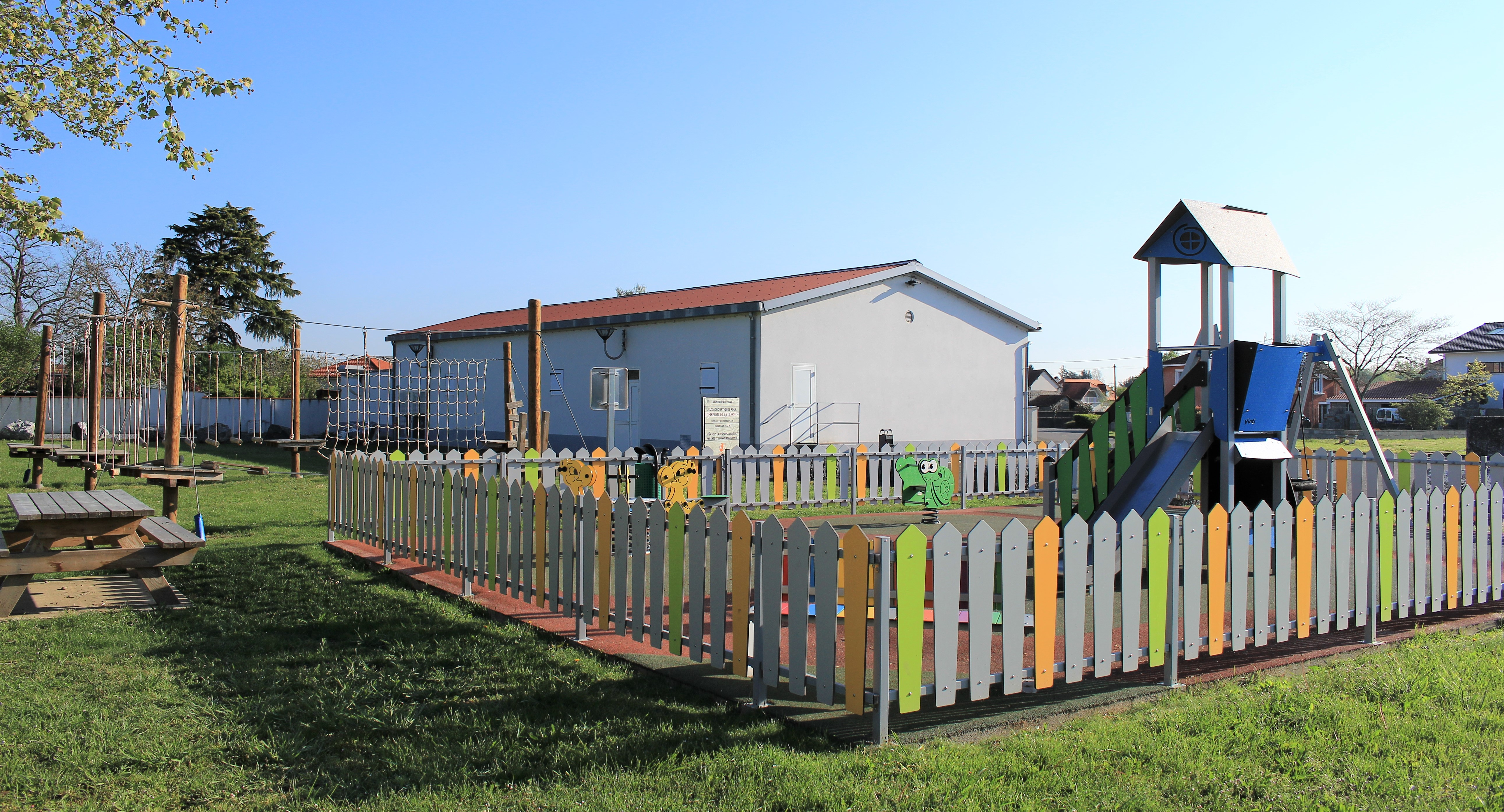
L'aire de jeux.

La commune dépend de l'académie de Toulouse. Elle dispose d’une école en 2017.
- École primaire.

### Sports
- Le sentier de l'Adour passe sur la commune.

## Économie

### Revenus
En 2018, la commune compte 316 ménages fiscaux, regroupant 780 personnes. La médiane du revenu disponible par unité de consommation est de 21 060 € (20 420 € dans le département).

### Emploi
|                | 2008   | 2013  | 2018  |
| -------------- | ------ | ----- | ----- |
| Commune        | 10,4 % | 7,3 % | 5,8 % |
| Département    | 7,7 %  | 9,4 % | 9,8 % |
| France entière | 8,3 %  | 10 %  | 10 %  |

En 2018, la population âgée de 15 à 64 ans s'élève à 474 personnes, parmi lesquelles on compte 74,2 % d'actifs (68,4 % ayant un emploi et 5,8 % de chômeurs) et 25,8 % d'inactifs,. En  2018, le taux de chômage communal (au sens du recensement) des 15-64 ans est inférieur à celui de la France et du département, alors qu'en 2008 la situation était inverse.
La commune fait partie de la couronne de l'aire d'attraction de Tarbes, du fait qu'au moins 15 % des actifs travaillent dans le pôle,. Elle compte 59 emplois en 2018, contre 63 en 2013 et 71 en 2008. Le nombre d'actifs ayant un emploi résidant dans la commune est de 328, soit un indicateur de concentration d'emploi de 18 % et un taux d'activité parmi les 15 ans ou plus de 54 %.
Sur ces 328 actifs de 15 ans ou plus ayant un emploi, 31 travaillent dans la commune, soit 10 % des habitants. Pour se rendre au travail, 94,7 % des habitants utilisent un véhicule personnel ou de fonction à quatre roues, 0,9 % les transports en commun, 2,1 % s'y rendent en deux-roues, à vélo ou à pied et 2,2 % n'ont pas besoin de transport (travail au domicile).

## Culture locale et patrimoine

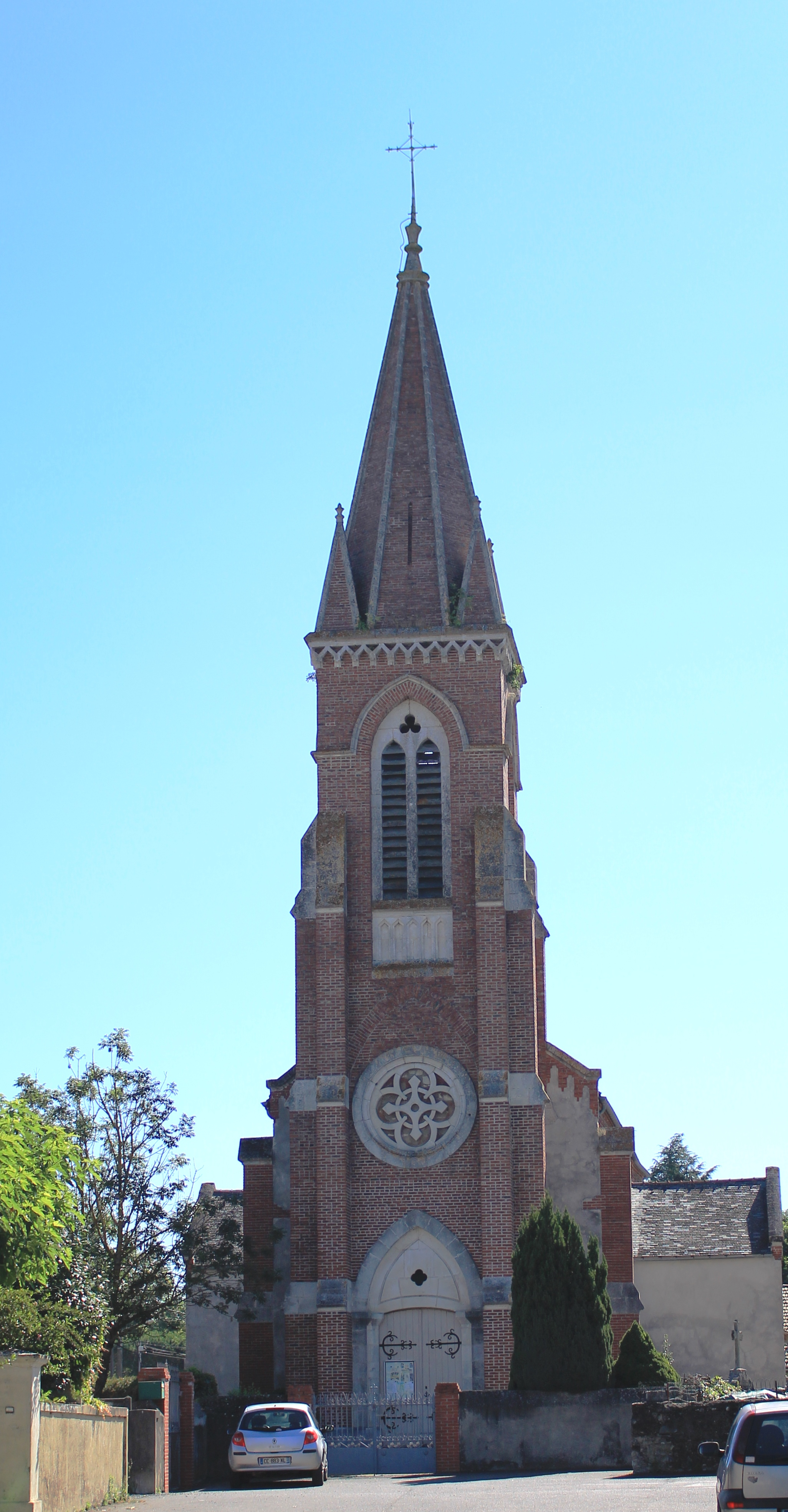
L'église Saint-Séverin en 2019.

### Lieux et monuments

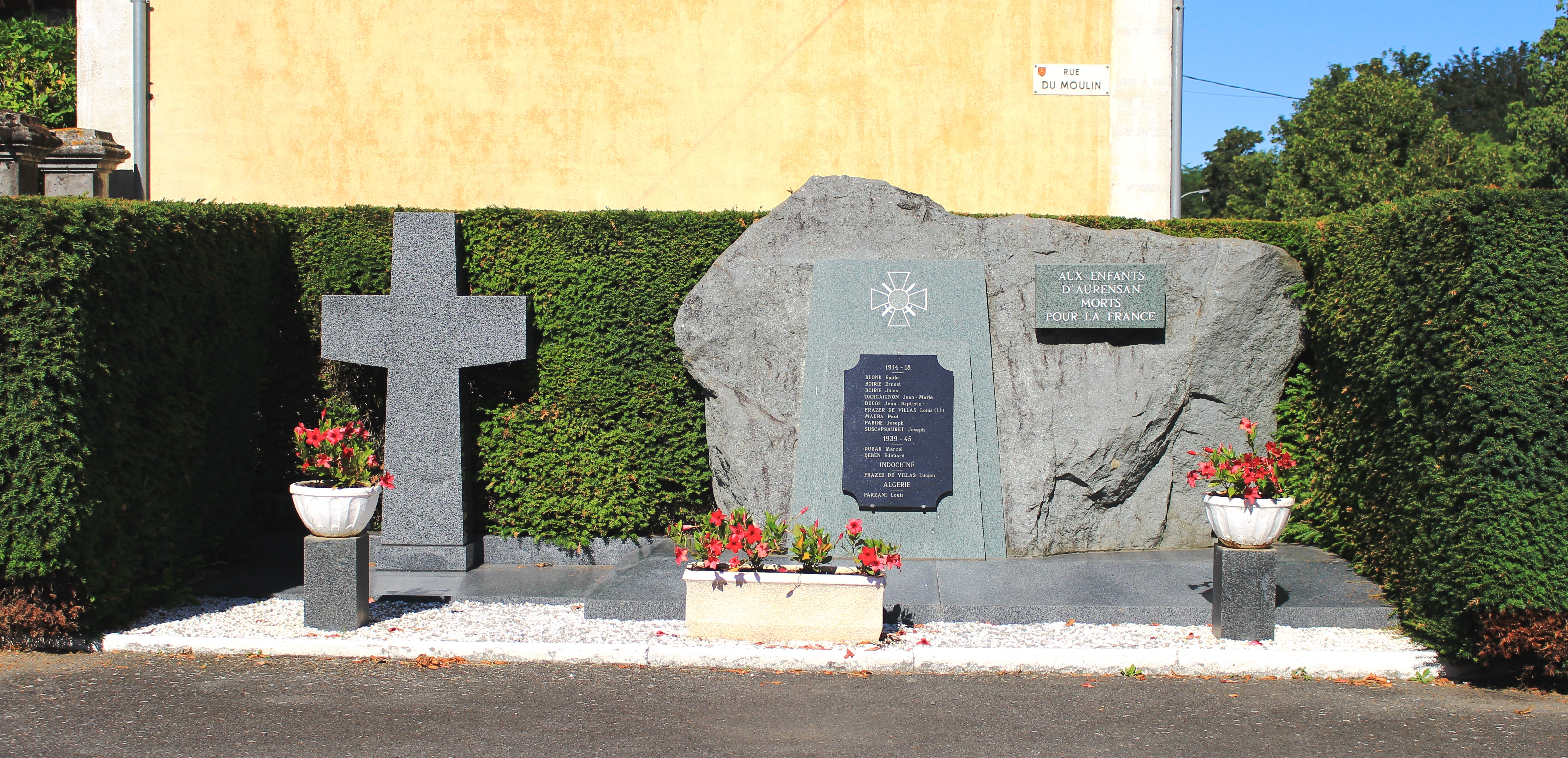
Le monument aux morts municipal.

- Église Saint-Séverin d'Aurensan.
- Moulin.

### Héraldique
| Blason | Blasonnement : De gueules à la tour d'or, accompagnée en pointe de trois fleurs de lys du même, ordonnées 2 et 1, soutenues chacune d'un fer de lance d'argent. |